# Etiopía en los Juegos Olímpicos de Múnich 1972
Etiopía estuvo representada en los Juegos Olímpicos de Múnich 1972 por un total de 31 deportistas que compitieron en 3 deportes.  
El portador de la bandera en la ceremonia de apertura fue el atleta Mamo Wolde.

## Medallistas
El equipo olímpico etíope obtuvo las siguientes medallas:
| Nombre        | Deporte   | Competición |
| ------------- | --------- | ----------- |
| Oro           |           |             |
| —             |           |             |
| Plata         |           |             |
| —             |           |             |
| Bronce        |           |             |
| Miruts Yifter | Atletismo | 10 000 m M  |
| Mamo Wolde    | Atletismo | Maratón M   |